# Knausen
Knausen är en bergstopp i Antarktis. Den ligger i Östantarktis. Australien gör anspråk på området. Toppen på Knausen är 1 230 meter över havet.
Terrängen runt Knausen är huvudsakligen lite kuperad. Trakten är obefolkad. Det finns inga samhällen i närheten.